# Церква Вознесіння (Коломенське)

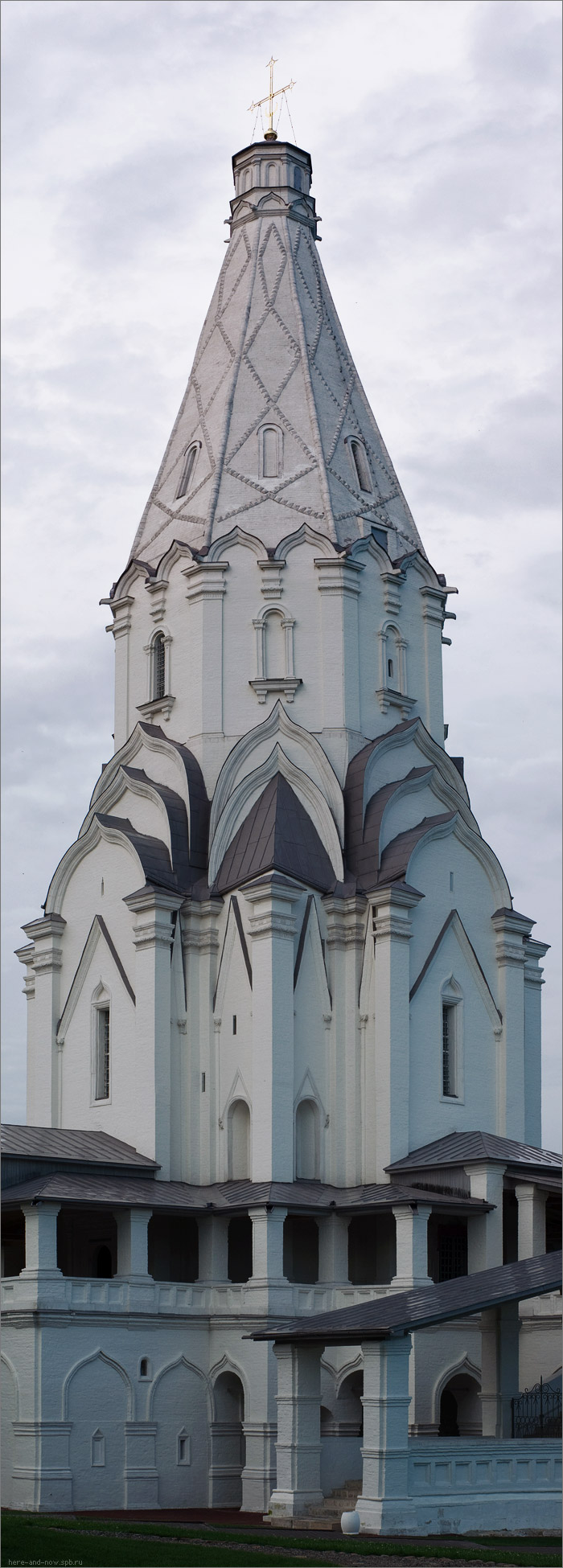
Храм-вежа

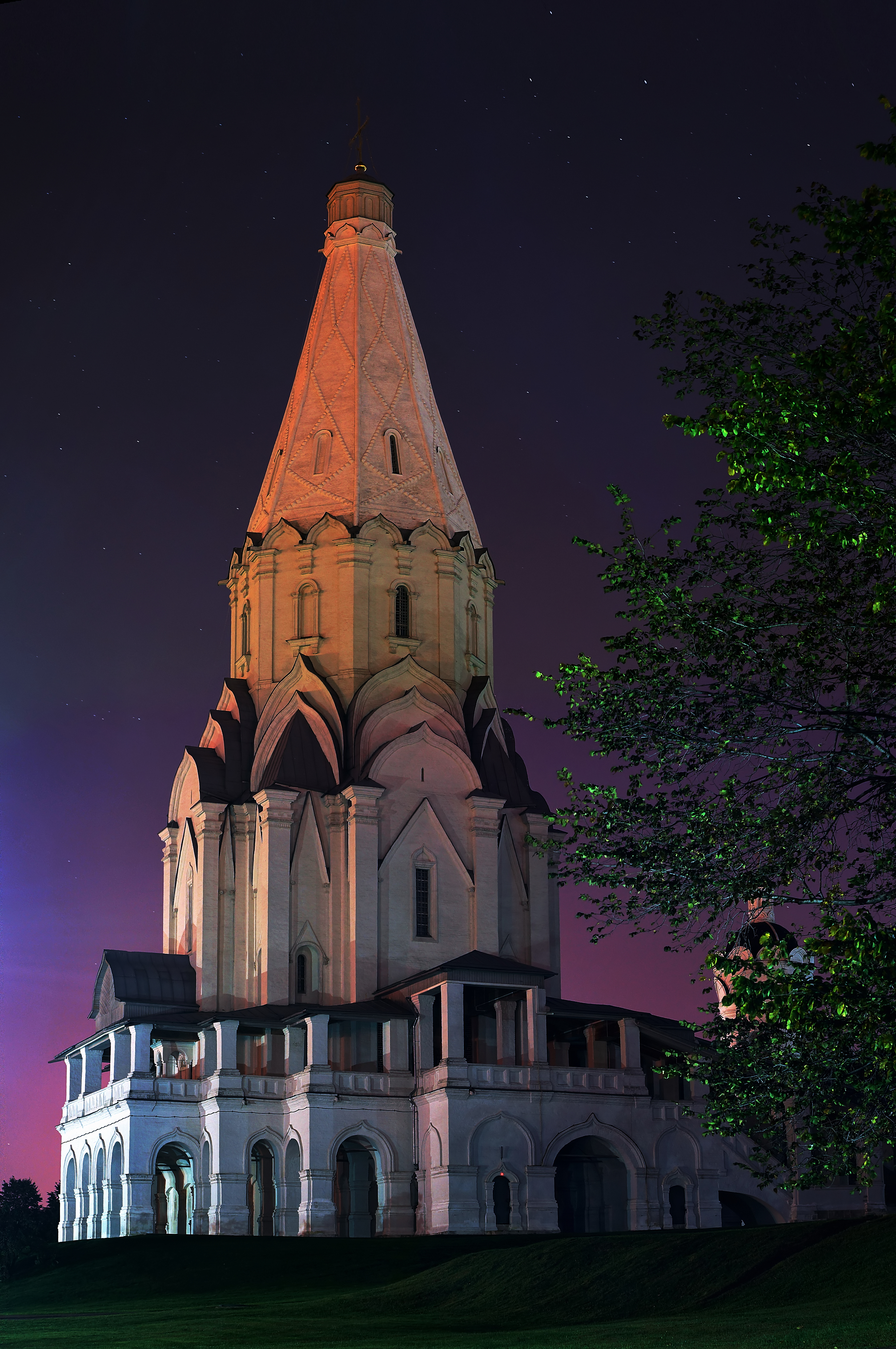
Церква Вознесіння вночі

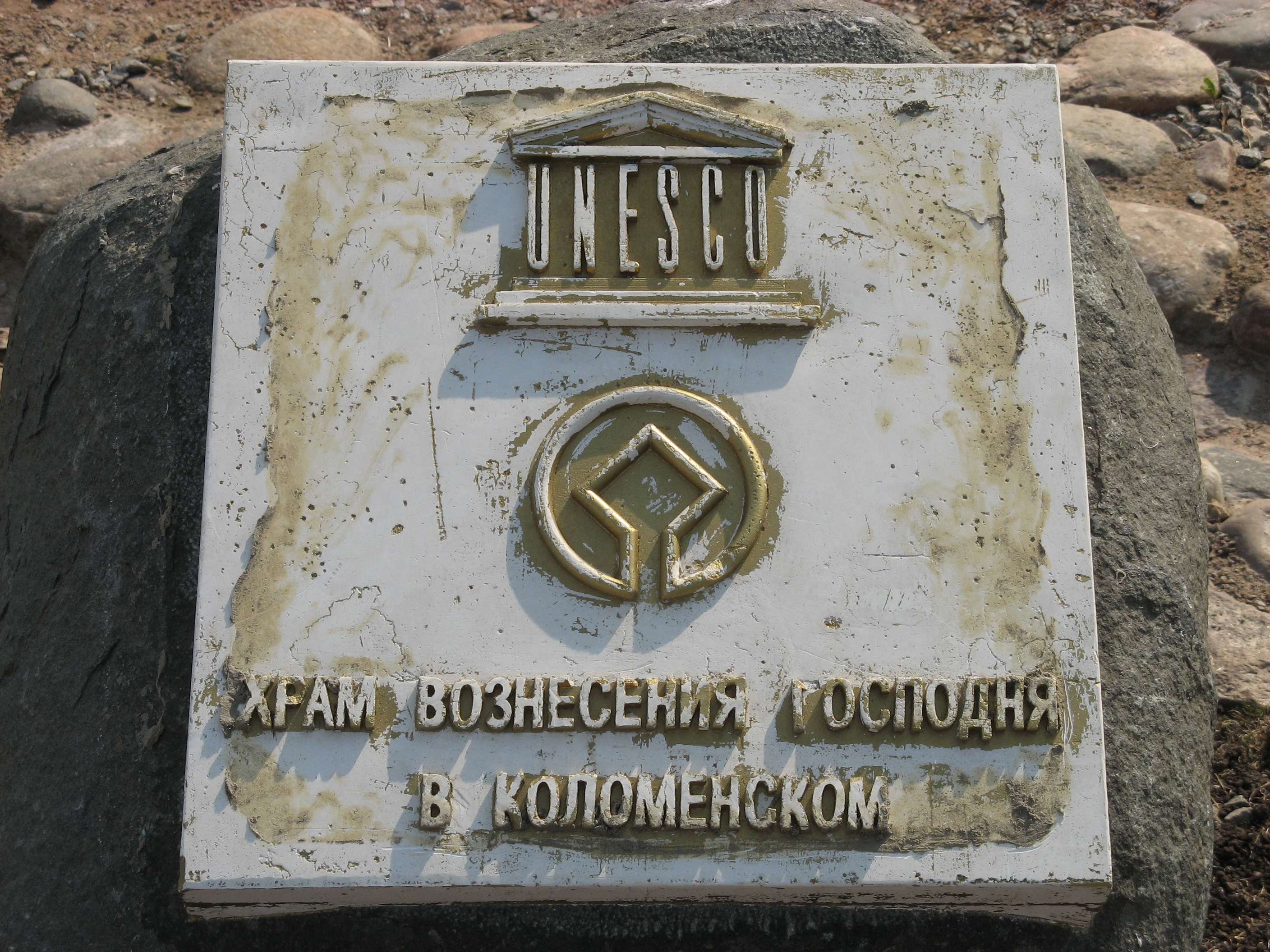
Знак Юнеско

Церква Вознесіння Господнього в Коломенському — православний храм Данилівського благочиння Московської єпархії, перша кам'яна шатрова церква в Росії, побудована італійським архітектором.
Храм розташований у районі Нагатінський Затон Південного адміністративного округу міста Москви, в колишньому підмосковному селі Коломенське. Храм є шедевром світової архітектури, першим кам'яним шатровим храмом у Росії.

## Історія
Церква зведена в 1528-1532 роках імовірно італійським архітектором Петром Франциском Анібалом (за російськими літописами — Петро Фрязін або Петрок Малий) на правому березі Москви-ріки. Ктитор храму — великий князь московський Василій III.
Легенда пов'язує будівництво храму з народженням у Василія III довгоочікуваного спадкоємця — Івана. Із неї відомо лише те, що храм якимось чином був пов'язаний із народженням спадкоємця, але звести споруду таких складних конструкцій і великого обсягу за два роки, що минули з вересня 1530 по серпень 1532 р. теоретично не могли. За гіпотезою С. А. Гаврилова, церква була закладена на два роки раніше за народження Івана Васильовича і тому не могла бути обітною. Храм зведений як благання, для моління про чадонародження великокнязівського подружжя.
Відразу після закінчення терміну дворічної покути, випрошених Василем III для очищення від гріха двоєженства, до Папи Римського з'явилися посли великого князя. На його прохання Климент VII відпустив до Москви архітектора Анібалє для будівництва молитовних церков. У Москву архітектор приїхав на початку літа 1528 року і за 2-3 тижні вже став до роботи.
Місце для церкви Вознесіння вибрали на крутому березі, в основі якого бив ключ, який вважався чудодійним. Це відповідало італійським трактатам про вибір місця, за ним ключ віднесений до особливо цілющих, оскільки розташовувався на «зимовому сході». Спочатку заклали «Т» -подібний фундамент для трьохпрестольного храму без підклету. Подібне планування реалізоване під час будівництва храмів Преображення Господнього села Острів та Різдва Христового села Бесіди (нині Ленінський район Московської області).
Із західного боку була закладена дзвіниця, подібна до дяківської. Під різновисотні об'єми були закладені фундаменти різної глибини. За трактатами вони повинні були складати одну шосту частину висоти об'ємів будівлі. За глибиною закладення фундаментів можна зробити гіпотетичну реконструкцію. Висота основного храму визначається в 42,5 м, висота приділів — у 24,6 м, висота західного притвору — 14,4 м.
Ймовірно, восени 1528 року фундамент був завершений. По завершенні фундаменту відмовилися від початкового задуму, оскільки від джерела церква опинилася б прихованою крутим берегом, а від церкви джерело непомітне. Для зорового зв'язку знадобилося поставити храм на високу підкліть. Це спричинило за собою кардинальну переробку проекту. У зв'язку з появою підклеті відмовилися від бічних прибудов і від західного варіанту дзвіниці. Для підйому на другий ярус потрібні були сходи. З осені 1528 до весни 1529 року, ймовірно, переробляли макет.
У 1529 році за уточненим задумом будували підкліть одночасно з першим ярусом папертей і ґанків. На початку літа стали викладати дзвіницю, поєднану з північним ґанком, але від другого варіанту відмовилися, як і від першого західного варіанту. Можливо, ще не вирішене було загальне планування садиби. До середини літа 1529 року всі загальні рішення були прийняті. Дерев'яна Дяківська церква з престолами Зачаття Іоанна Предтечі, Зачаття Анни і Костянтина і Олени була вже майже готова (вона була освячена, першою з усіх молитовних церков, до кінця 1529 року). Тільки з кінця 1529 року, коли з'явилася перша молитовна церква Зачаття Іоанна Предтечі, в якій стали відбуватися моління про чадонародження, можна було подумати про появу спадкоємця. На Дяківську церкву зорієнтували нижній марш південного ґанку церкви Вознесіння, відвернувши вісь ґанку від осі церкви Вознесіння на 4 градуси. На цій головній осі й поставили дзвіницю остаточно. Нависання пілонів 2-го ярусу південного ґанку над стінами комори свідчить про те, що під час зведення комори про зведення над нею дзвіниці рішення ще не було.
Ймовірно, у 1530 році будували четверик. У наступному році робили кокошники і восьмерик. У завершальний 1532 рік зробили шатро. Ймовірно, тільки після закінчення шатра поставили стовпи 2-го ярусу папертей із різьбленими капітелями, паперті покрили тесовими покрівлями, на південному ґанку поставили дзвіницю, настелили підлогу з мотиву русту з трикутних керамічних плиток у церкві білого і сірого кольору і з квадратних плиток на папертях. Усі ці роботи були завершені до кінця літа 1532 року:62 За літописними джерелами освячення церкви відбулося 3 вересня 1532 року митрополитом Даніїлом за присутності князя Василя III, княгині Олени і сина Івана:65
Із початку 1530 року стали готуватися до появи на світ спадкоємця. У зв'язку з народженням Івана Грозного в серпні 1530 р. було створено «царське місце» на білокам'яному овальному підмурівку, з якого відкривається прекрасний вид на прилеглу місцевість. Місце встановили в одночасно з настиланням підлоги на паперті, причому для його різьбленої спинки в уже готовій стіні четверика довелося зробити виїмку в пів цеглини.
Первісне оздоблення інтер'єру церкви не збереглося. Про розпис інтер'єру відомостей немає. Згадуване в XVII столітті поновлення «стінного письма», можливо, відноситься до розпису східного фасаду церкви біля «царського місця». Початкова підлога церкви з керамічних трикутних білих і сірих плиток втрачена в 1570-і роки. Під час ремонту XVI століття початкові плитки були перевернуті пошкодженої лицьовою стороною долі, в результаті чого оголилися їхні задні боку, не политі білим ангобом. Саме так і тоді в інтер'єрі з'явилися «червоні» плитки. Додатково до плиток, використаним вдруге, були зроблені більш товсті плитки сірого і чорного кольору. Одночасно з ремонтом підлоги з'явилися збережені до теперішнього часу царські врата. Ймовірно, тоді ж був втрачена керамічна підлогу на папертях. С. А. Гаврилов припускає, що виявлені під час археологічних робіт сірі квадратні плитки з ковчегом могли зняти з підлоги папертей церкви Вознесіння. Роботами археологів у 1976-1979 роках керував Л. А. Бєляєв. Він відносить керамічні плитки з ковчегом до доіталійського будівельного періоду, але це явна помилка.
У XVII столітті поновлюють ікони в іконостасі і невелику фреску на східному фасаді над «царським місцем». За згадками різних років важко уявити, який розпис був тут спочатку. Згадуються образи Вселенських святих, Московських чудотворців, Господа Саваофа. Розпис зберігався недоторканим до 1884 року, коли фрески були знищені, а на їхньому місці, на стіні, оббитою цинковими листами, з'явився олійний живопис.
Наступний великий ремонт, ймовірно, проводили одночасно з будівництвом палацу Катерини II, перебудовою і надбудовою ансамблю Передніх воріт під керівництвом і за кресленнями князя П. В. Макулова в 1766-1767 роках. Під час цього ремонту були зняті ренесансні білокам'яні різьблені капітелі зі стовпів другого ярусу галерей, зроблені парапети з ширинками (до цих пір публікуються помилкові реконструкції «первісного» вигляду церкви з цими парапетами). Тоді ж з'явилася цегляна підлогу «в ялинку», покладена на піску і в підмурівок сіней «царського місця» були укладені верхом долі найбільш збережені різьблені блоки капітелей стовпів другого ярусу папертей. На ренесансних капітелях поставили новий цегляний парапет із білокам'яними гранованими стовпчиками і плоскою кришкою, що не затуляла віконного отвору над «царським місцем». Дуже скоро цегляна підлога викладена на піску, стала розсипатися і потребувала ремонту.
У 1836 році за малюнком архітектора Є. Д. Тюріна над «царським місцем» з'явилася бочка з гіпсовим орлом, ковані грати і гіпсові деталі на парапеті. Бочка закрила половину вікна, приховавши початковий задум.
У 1866-1867 роках проводився ремонт під керівництвом архітектора М. О. Шохіна. Тоді вперше в південній межі верхнього восьмерика був зроблений пролом і змонтовані двері. Легенда про існування там у давнину приміщення не підтвердилася, але продовжує повторюватися майже в усіх публікаціях по церкві Вознесіння. За Шохіна була розібрана первісна білокам'яна глава і зроблена більш пласка з металу по залізному каркасу. Первісна глава була зроблена з трьох рядів білокам'яних блоків. Вона була більш опуклою, але не набагато. Під час дослідження кладки восьмерика встановлено також, що завершальний карниз і три ряди фризу перекладені повністю в XIX в. на новому розчині. За обміром Шохіна, глава була вище за все приблизно на 35 см. Тоді ж драбина була знята з основи хреста і пропущена через новий пролом всередину верхнього восьмерика.
При архітекторі М. Ф. Кольбе в 1873 році були перелицьований новою цеглою (клейма «ШМ») стіни підклеті, настелені нові підлоги на папертях із великих аршинних білокам'яних плит. Одночасно були перероблені дахи над паперті. Як матеріал використали дошки і брус, взяті від розібраного в 1872 році палацу Олександра I. Під час його будівництва в 1825 році використали матеріал від розбирання палацу Катерини II, в який також потрапили матеріали від розбирання палацу Олексія Михайловича.
У 1840 році почалося будівництво кам'яної Георгіївської церкви, а іконостас від попередньої дерев'яної поставили на західній паперті церкви Вознесіння. Однак престолу на паперті тут ніколи не було.

## Архітектура

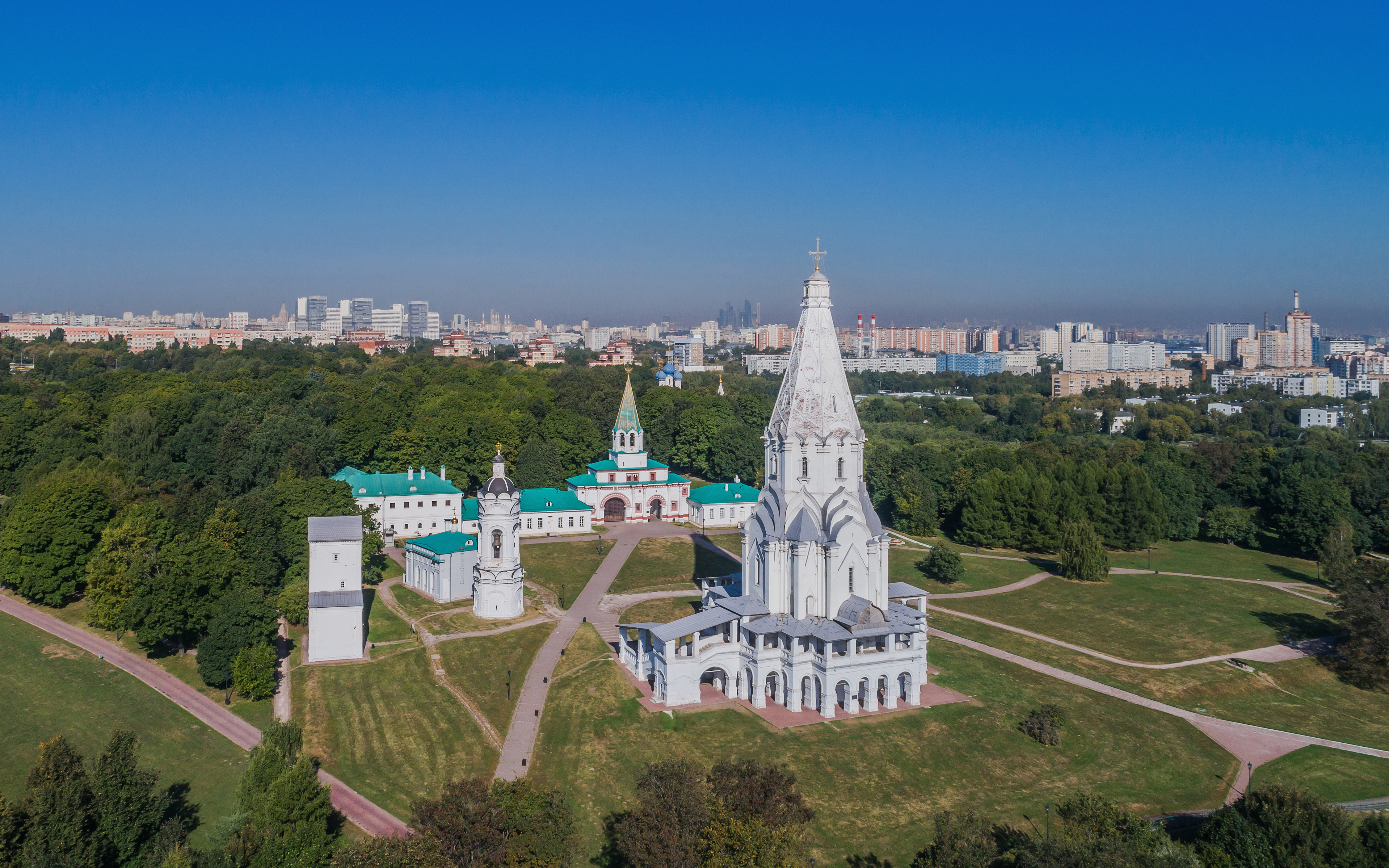
Вид згори на церковний комплекс

У храмі поряд із шатром були застосовані пристінні пілони, що дозволило побудувати величезний будинок небачених пропорцій, із «летючою» архітектонікою. Споруда була реалізована з розмахом і значними матеріальними витратами. В історії російського зодчества храм залишився твором, з точки зору його формального досконалості, єдиним і неповторним.
На думку В. М. Шервінського, в конструкції Коломенського храму поєдналися технології італійського та російського зодчества. У Москві «сходилися майстри з усієї Русі для „Государева справи“. Кожен вносив своє і сам користувався багатьом. Так псковичі, покликані сюди в кінці 15 і на початку 16 століть, привезли в Москву ступінчасту конструкцію арок і склепінь, а також форму і спосіб склепінного перекриття церков, без внутрішніх стовпів. За своєю огрядності шатро не могло бути встановлене на стовпах, на яких так легко покоїлись куполи Києва, Суздаля, Новгорода і ранньої Москви. Шатро вимагало надійних опор, а також комбінацій арок і склепінь, які передавали б важкість шатра тільки зовнішнім стінам. Це завдання і полегшили псковичі своїми ступінчастими арками, які дали можливість легко перейти до восьмигранного відзначеного грандіозним шатром із главком. Зовні перехід чотиригранника у восьмигранник майстерно замаскований трьома рядами „кокошників“, що є теж характерною формою дерев'яної архітектури. Пілястри ж і карнизи, яких багато як зовні, так і всередині, є характерним запозиченням від італійців».
Церква виконана з цегли з численними білокам'яними елементами декору у вигляді центричного храму-башти; її висота становить 62 метри. План являє собою рівнокінцевого хрест. Внутрішній простір храму порівняно невелика — трохи більше 100 квадратних метрів. Навколо храму розташована двоярусна галерея-гульбище з трьома високими сходами-сходами. На фасадах кути церкви оформлені витягнутими плоскими пілястрами з капітелями у дусі раннього Відродження. Між ренесансними пілястрами зроблені загострені готичні вимперги. На основний хрестоподібний обсяг церкви поставлений восьмерик, у нижній частині оформлений рядами великих кілеподібних арок у традиційному московському стилі, а вище прикрашений здвоєними ренесансними пілястрами. Храм перекритий шатром із чітко виділеними ребрами.
Як показав С. С. Під'япольський, у будівлі мали місце численні «ренесансні» елементи (ордери, портали з прямими архітравними перекриттями прорізів, «ренесансне» промальовування готичних вимпергів тощо). Відносно готичних елементів (загальної стовпоподібності і багатьох елементів декору, перш за все власне вимпергів) дослідник вважав, що Петрок Малий застосував їх як стилізацію під «місцеву» архітектуру, оскільки вловив у попередній йому давньоруській архітектурі дух готики.
На галереї розташовується монументальний трон, зовні приставлений до східної стіни церкви і повернений спиною до вівтаря.

## Дослідження пам'ятки і реставрація

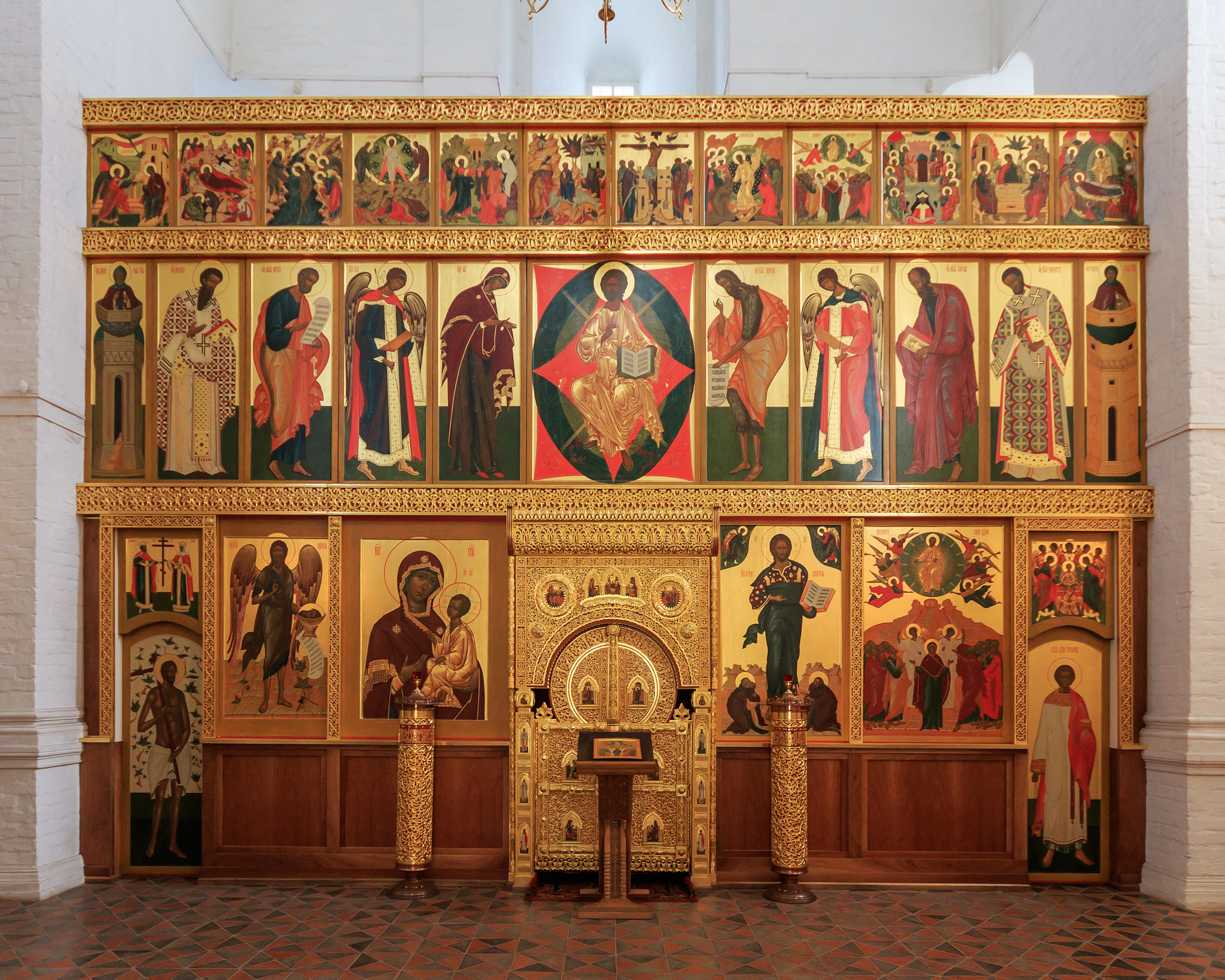
Іконостас у храмі Вознесіння

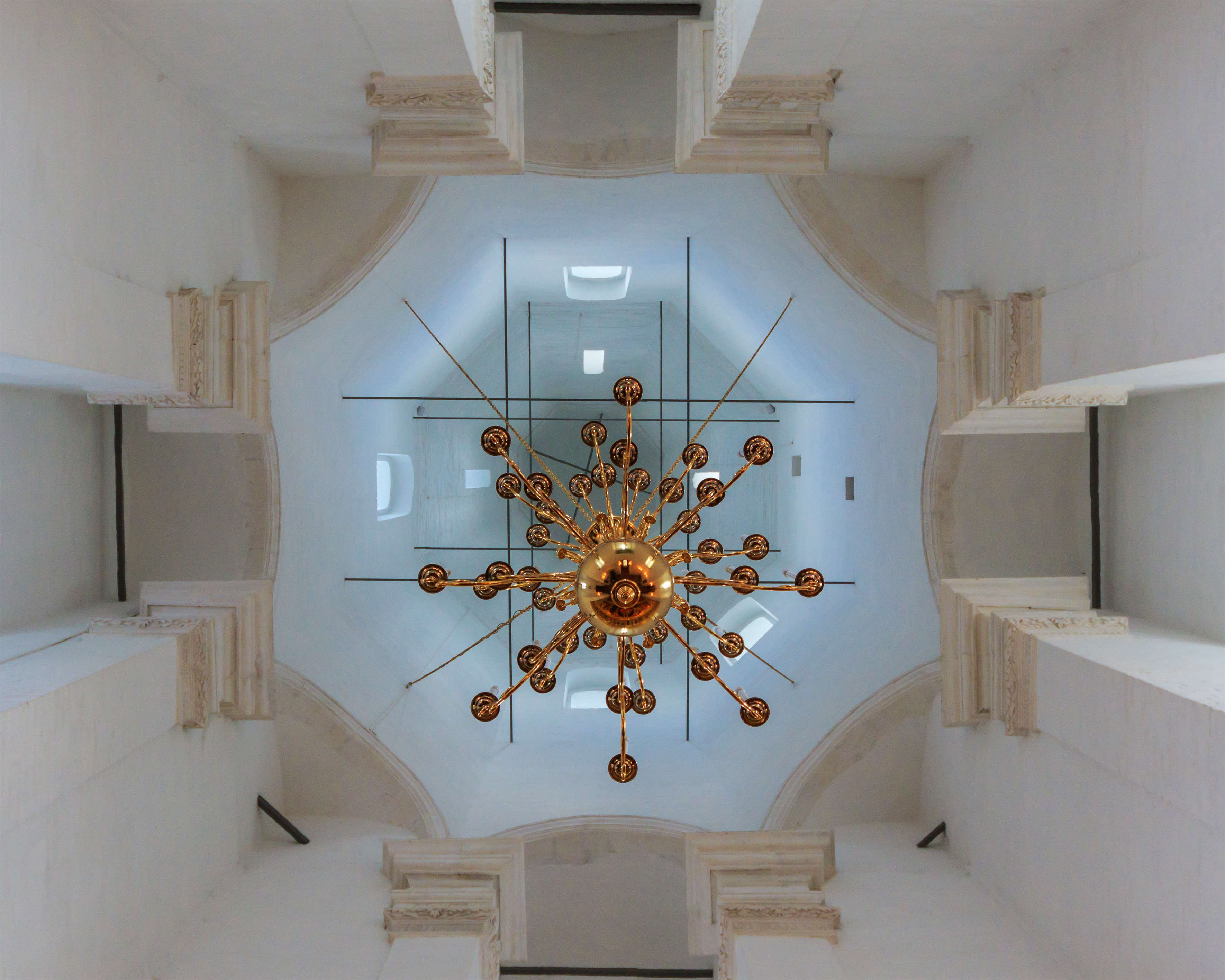
Внутрішній вид шатра

Першу спробу історико-архітектурної оцінки церкви зробив архітектор М. О. Шохін по завершенню ремонтних робіт 1866-1867 років у публікації 1872 р. Він помилково відніс другий ярус галерей до пізніх перебудов, і ця помилка трималася ціле століття.
Проводив у 1914-1916 роках перші реставраційні роботи на пам'ятці архітектор Б. М. Засипкін вперше провів археологічну розвідку території, виконав обміри фрагментів пам'ятки, фотофіксацію деталей і робіт, у 1915 році вперше розкрив цінні архітектурні деталі церкви: північний портал і «царське місце». Тоді ж пам'ятку в цілому обміряв архітектор І. В. Рильський. Під час ремонту церкви в 1914-1916 роках під керівництвом архітектора Б. М. Засипкіна було новою, спеціально виготовленою великомірною цеглою (з клеймами «1914») перелицьоване шатро.
Про результати дослідження пам'ятки П. Д. Барановським у 1930-і рр. нічого не відомо. Можливо, за його керівництва були догіпсовані спинка «царського місця» і права колонка північного порталу. В. М. Підключнмков, на основі своїх спостережень, а також даних Б. М. Засипкіна та І. В. Рильського в 1941 р. захистив дисертацію, присвячену монографічному дослідженню архітектури цього храму. Однак не тільки ніхто з дослідників не засумнівався в правильності висновків М. О. Шохіна про пізнє походження другого ярусу, але додали помилку про пізнє походження і першого ярусу папертей (галерей).
Серйозне вивчення пам'ятка стало можливе з початком реставраційних робіт, що проводилися в 1970-80 рр. З 1972 р. по 1982 р. їх вів М. М. Свєшніков, з яким працювали: А. Г. Кудрявцев у 1975-80 рр. і в 1974-82 рр. — С. О. Гаврилов, що продовжив дослідження в 1983-90 роках. Результати роботи цього колективу кардинально змінили уявлення про пам'ятку і, перш за все, про його паперті і крильця, які було помилково прийнято відносити до пізніх перебудов, що викривляє первісний вигляд споруди.
Під час короткого обстеження даху папертей у 1979 році виявили дошки з великими фрагментами шпалер і брус із різними врубками від розібраних коломенських палаців. У 1985 році завершено дослідження підлоги та аналіз історико-архівних матеріалів із графічної реконструкцією іконостасу XVI століття. Із XVI століття по 1867 рік іконостас розташовувався від північних дверей до південних. М. Шохін зробив новий іконостас між пілястрами, скоротивши ширину іконостасу приблизно вдвічі. Під час дослідження 1986—1987 років на південному ґанку була виявлена нижня частина дзвіниці, що проіснувала до XVIII століття.
У комплексі з архітектурним дослідженням проводилося археологічне дослідження території пам'ятки під керівництвом археолога Л. А. Бєляєва. У 1970-ті роки навколо церкви Вознесіння був знятий культурний шар заввишки до метра. У 1990 році були вириті 3 археологічних шурфи, у яких виявили понад 400 фрагментів різьблення від капітелей стовпів і від порталів церкви. Усього в 1986-1997 роках архітектором С. О. Гавриловим атрибутовані понад 2,2 тисячі фрагментів різьблення з прив'язкою їх до декору церкви. Їм же були атрибутовані знахідки Б. М. Засипкіна. У публікаціях згадувалась «різьблення від більш ранньої церкви, що стояла на місці церкви Вознесіння». Однак це твердження спростовано дослідженням усіх архітектурних деталей, піднятих із культурного шару і зберігаються у фондах музею-заповідника. Жодних слідів від більш раннього храму археологічне дослідження території церкви Вознесіння не знайшло.

## Сучасний стан пам'ятки

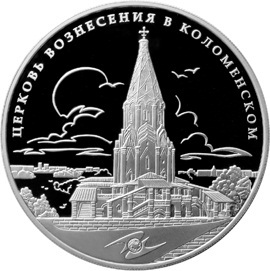
Пам'ятна монета Банку Росії

Серйозне побоювання викликає стан пам'ятки, що стоїть на зсувному березі. У 1970-ті роки під виглядом зміцнення берега будували бетонну набережну для підвищення рівня води в цілях судноплавства, засипали ґрунтом стародавні джерела. Берег заболотився, утворилися промоїни на 2 метри вище джерел. Найбільші зсуви під церквою Вознесіння відбулися в 1981 та 1987 роках. Замість серйозного вивчення зсувного берега і протизсувних заходів наприкінці 1980-х протизсувне спостереження було ліквідовано.
Є припущення, що весь об'єм церкви Вознесіння розколотий осьовими тріщинами на чотири блоки (за спостереженнями архітекторів Б. М. Засипкіна в 1914-1916 роки та архітектора С. О. Гаврилова в 1970-1990-ті роки). Замість серйозного вивчення стану пам'ятки вирішили залицювати тріщини цеглою. За відомостями головного архітектора музейного об'єднання О. Ягунова у 2003-2007 роках для перелицювання було використано 40 тисяч штук цеглин. За словами О.Ягунова, самоціллю відновлення первісного вигляду не було; так, наприклад, дахи над галереями зберегли, відкритими робити не стали. Уся інформація про роботи на церкви Вознесіння за 2001-2007 роки повністю закрита. Наукові дослідження церкви генпроектувальником ЦНРПМ були передоручені фірмі КРЕАЛ.
Дерев'яні конструкції дахів над папертями (використані від розібраних коломенських палаців) були повністю знищені під час останньої реставрації у 2002-2005 роки без необхідного дослідження та фотофіксації.

## Статус
Будівля входить до комплексу музею-заповідника «Коломенське»; Світова спадщина ЮНЕСКО (з 1994 року).
Був знову освячений 8 грудня 2000 року; з 1994 року в церковному відношенні має статус храму Патріаршого подвір'я. Наприкінці 2007 року була закінчена реставрація, і підклітний ярус храму був відкритий для відвідувань.

## Різне
У підвалі храму 2 (15 березня) 1917 року була знайдена, згідно повідомленню митрополита Московського Тихона Священному синоду, ікона Божої Матері «Державна», з 1990 року перебуває в сусідньому Казанському храмі.

## У кінематографі
Нижня частина церкви і її гарні сходи-входи були прекрасно показані в другій серії серіалу «Гардемарини, вперед!», де музей-заповідник Коломенське був зображений як монастир ігумені Леонідії — тітки Анастасії Ягужинської. На початку серії на одній зі сходів Ягужинська вітається з тітонькою, потім ховається від солдатів міністра Лестока, які прискакали, а наступного ранку, також на сходах, просить у тітки благословення для від'їзду до Парижа.
Також, ця церква була присутня в першому радянському вітчизняному звуковому фільмі «Путівка в життя».

## У літературі
Церкві присвячено вірш [Архівовано 22 лютого 2020 у Wayback Machine.] 1973 р. «Церковь в Коломенском» радянського поета-«шістдесятника» Бориса Чичибабіна.

## Духовенство
- Настоятель храму — протоієрей Моїсеєв Олексій
- Почесний настоятель — ігумен Алексій (Іванов Михайло Миколайович)

- Ієрей Зиков Євген[13]